# Рогожень (Шолданештський район)
Рогожень (рум. Rogojeni) — село у Шолданештському районі Молдови. Адміністративний центр однойменної комуни, до складу якої також входить село Рогожень.

## Населення
За даними перепису населення 2004 року у селі проживала 71 особа.
Національний склад населення села:
| Національність | Кількість осіб | Відсоток |
| -------------- | -------------- | -------- |
| молдавани      | 62             | 87,3%    |
| українці       | 8              | 11,3%    |
| росіяни        | 1              | 1,4%     |
| Всього         | 71             | 100%     |